# 타니스

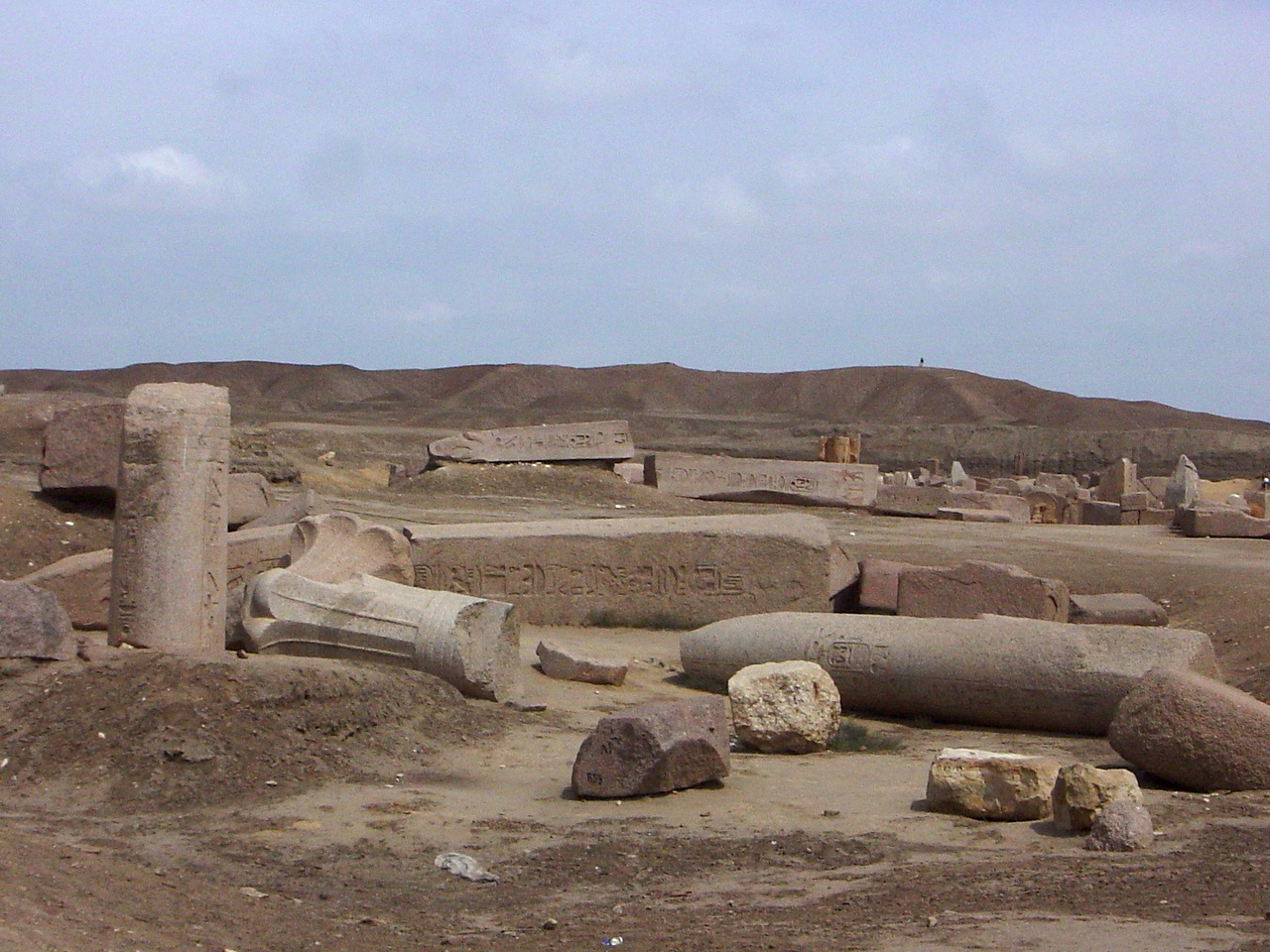
폐허가 된 타니스

타니스(Tanis)는 고대 이집트의 도시로, 이집트어로는 자네트(Djanet)라고 불렸다. 나일 삼각주의 북동부에 위치한다.
타니스는 이집트 제20왕조 말기에 건설되었으며, 제21왕조의 스멘데스 1세의 고향이자, 제21왕조의 수도이기도 했다. 이집트 제3중간기의 혼란기 동안, 타니스는 하이집트 지방의 중심지로 자리매김 하였다.
이후 이집트의 수도는 사이스, 알렉산드리아로 옮겨졌지만, 타니스는 계속해서 이 지역의 중심지로 남아 있었다. 그러나 서기 6세기의 호수 범람으로 인해 도시가 파괴되었다.
1798년 이집트-시리아 원정에 따라온 피에르 자코탱이 지도를 완성하면서 본격적인 연구가 시작되었다.